# Alexander Zatonski
Alexander Roman Zatonski (ur. 1 listopada 1915 w Filadelfii, zm. 6 grudnia 1941 w Cyrenajce) – amerykański pilot polskiego pochodzenia. Jeden z 11 Amerykanów, którzy walczyli w bitwie o Anglię.

## Życiorys
Urodził się w Filadelfii 1 listopada 1915 jako syn Józefa i Marty Zatońskich, niedawno przybyłych polskich imigrantów którzy w 1926 osiedlili się w Brantford w Kanadzie. Tuż przed wybuchem II wojny światowej przybył do Anglii. Próbował przedostać się do Polski aby wstąpić do polskiego lotnictwa, ostatecznie zaciągnął się do RAF. Po przeszkoleniu w 2 Flying Training School, 13 lipca 1940 otrzymał przydział, w stopniu podporucznika, do 79 dywizjonu. 28 sierpnia 1940 został zestrzelony nad Hythe, mocno poparzony i ranny w nogę ratował się skokiem ze spadochronem lądując w kanale la Manche. Po leczeniu został skierowany na rekonwalescencję w Torquay, gdzie poślubił Mary Bunce. Do latania bojowego powrócił 4 grudnia 1940. W październiku 1941 został przeniesiony do 238 dywizjonu stacjonującego w Afryce Północnej.
6 grudnia 1941 podczas swojego drugiego lotu w nowej jednostce podjął walkę z messerschmittem Bf 109 należącego do II/JG27, z której miał już nie powrócić. Jego ciało ani samolot nigdy nie zostały odnalezione.